# Новара Калчо
„Нова́ра“ (на италиански: Novara Calcio S.p.A.) – италиански футболен клуб от Новара. Създаден през 1908 година. За домашен стадион е „Силвио Пиола“, с вместимост от 17 875 зрители. Цветовете на отбора са – синьо-бяло-светлосини.

## История
В Серия А през XX век „Новара“ участва в 12 сезона, последният от който беше през 1955/56. Най-големият успех на отбора е финала за Купа на Италия през 1939 година, където губи от Интер (Милано) с 1:2. През 2011 г. клубът се връща в Серия А за пръв път от 55 години.

## Успехи
- Финалист за Купа на Италия (1): 1938 – 39
- Финалист за Алба Италия (1): 1946

## Известни играчи
| - Ренато Дзакарели - Симоне Индзаги - Джино Капело - Антонело Кукуреду - Джузепе Маскара - Джовани Лодети - Пиетро Пазинатти - Силвио Пиола - Пиетро Рава - Пиетро Ферарис | - Алберто Фонтана - Луиджи Чевенини - Макс Виери - Еваристо Барера - Атилио Демария - Луис Лиендо - Лайош Ковач - Хелге Броне - Даниел Йенсен - Йоханес Пльогер |

## Български футболисти
- Андрей Гълъбинов: 2015/17 - (73 мача - 25 гола)
- Христо Иванов: 2020/21 - (2 мача - 0 гола)

## Известни треньори
- Арпад Вайс
- Антонио Кабрини
- Карло Парола